# Penarddun
Penarddun è la moglie di Llyr e la figlia di Beli Mawr nella mitologia gallese.

## Mitologia
Nel secondo ramo del Mabinogion, Brân il Benedetto, Branwen e Manawydan sono i suoi figli avuti da Llyr, mentre da Euroswydd ha avuto Nisien ed Efnisien. 
Le Triadi Gallesi chiamano Llyr uno dei Tre Esaltati Prigionieri dell'Isola di Britannia per la sua prigionia ad opera di Euroswydd. Questo probabilmente è un riferimento ad una perduta tradizione della nascita dei figli minori di Penarddun.

## Etimologia
Il nome Penarddun è composto dal gallese pen, "testa" e arddun "bella". Quindi può essere tradotto come "Bella Testa".